# 李在敏
李 在敏（イ・ジェミン、이재민、1987年5月29日 - ）は、大韓民国出身のサッカー選手。

## 来歴
高麗大学校時代の2009年にユニバーシアードサッカー競技の韓国代表に選出された。
2010年にNリーグの蔚山現代尾浦造船に加入した後、同年7月に日本のヴィッセル神戸に完全移籍した。
2011年5月16日に、神戸市内のコンビニに自身の車が突っ込み、さらに酒気帯び運転であったため現行犯逮捕される。これにより、5月18日に神戸との契約を解除された。

## 所属クラブ
- 2003年 - 2005年  新韓高校
- 2006年 - 2009年  高麗大学校
- 2010年 - 2010年7月  蔚山現代尾浦造船
- 2010年7月 - 2011年5月  ヴィッセル神戸
- 2011年 - 2012年  蔚山現代尾浦造船
- 2013年  延辺富徳足球倶楽部
- 2014年  バンコクFC

## 個人成績
| 国内大会個人成績 | 国内大会個人成績 | 国内大会個人成績 | 国内大会個人成績 | 国内大会個人成績 | 国内大会個人成績 | 国内大会個人成績 | 国内大会個人成績 | 国内大会個人成績 | 国内大会個人成績 | 国内大会個人成績 | 国内大会個人成績 |
| 年度             | クラブ           | 背番号           | リーグ           | リーグ戦         | リーグ戦         | リーグ杯         | リーグ杯         | オープン杯       | オープン杯       | 期間通算         | 期間通算         |
| 年度             | クラブ           | 背番号           | リーグ           | 出場             | 得点             | 出場             | 得点             | 出場             | 得点             | 出場             | 得点             |
| 日本             | 日本             | 日本             | 日本             | リーグ戦         | リーグ戦         | リーグ杯         | リーグ杯         | 天皇杯           | 天皇杯           | 期間通算         | 期間通算         |
| ---------------- | ---------------- | ---------------- | ---------------- | ---------------- | ---------------- | ---------------- | ---------------- | ---------------- | ---------------- | ---------------- | ---------------- |
| 2010             | 神戸             | 34               | J1               | 13               | 0                | 0                | 0                | 1                | 0                | 14               | 0                |
| 2011             | 神戸             | 23               | J1               | 3                | 0                | -                | -                | -                | -                | 3                | 0                |
| 通算             | 日本             | 日本             | J1               | 13               | 0                | 0                | 0                | 1                | 0                | 14               | 0                |
| 総通算           | 総通算           | 総通算           | 総通算           | 16               | 0                | 0                | 0                | 1                | 0                | 17               | 0                |